# Cordell (nome)
Cordell  è un nome proprio di persona inglese maschile.

## Origine e diffusione
Riprende il cognome inglese Cordell, di origine occupazionale, che in medio inglese indicava un fabbricante o un venditore di corde.

## Onomastico
Il nome è adespota, ovvero non è portato da alcun santo, quindi l'onomastico ricorre il 1º novembre, giorno di Ognissanti.

## Persone

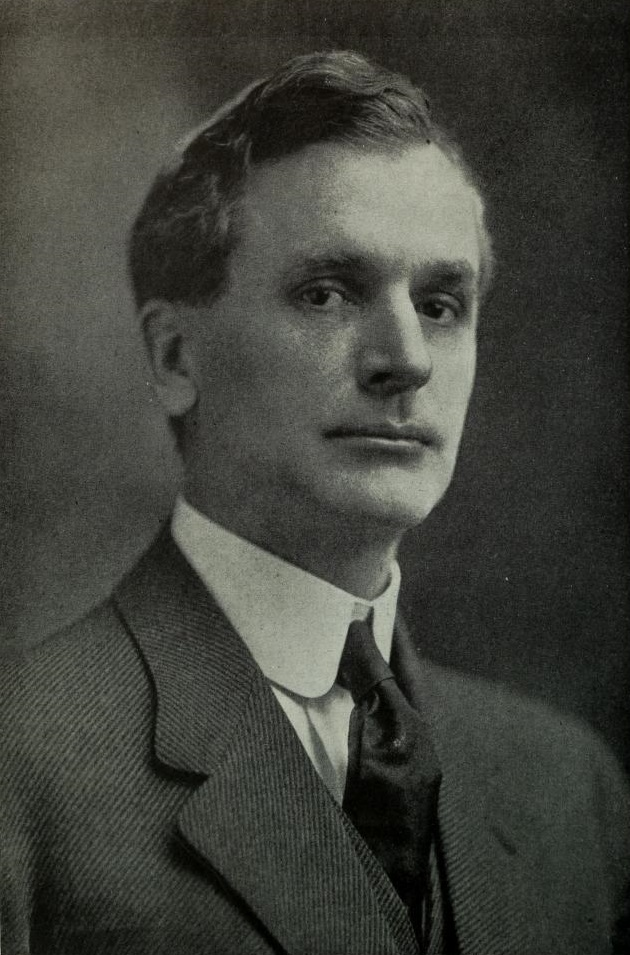
Cordell Hull

- Cordell Cato, calciatore trinidadiano
- Cordell Hickman, attore statunitense
- Cordell Hull, politico statunitense

## Il nome nelle arti
- Cordell Walker, interpretato da Chuck Norris, è il protagonista della serie televisiva Walker Texas Ranger.